# Orientacijska karta
Orientacijska karta je karta, ki je narejena za uporabo na orientacijskih tekmovanjih. Je topografska karta, le da je na njej najti mnogo več podrobnosti, ki omogočajo tekmovalcu natančno navigacijo skozi prostor.
Te karte so dosti bolj podrobne kot splošne karte, kot na vseh drugih pa so tudi na teh zemljevidih objekti predstavljeni s standardiziranimi simboli, kar omogoča, da lahko karto uporablja kdorkoli, ne glede na jezik in geografsko lokacijo. Zraven prikaza višinskih razlik z izohipsami je na orientacijskih kartah prikazana tudi zaraščenost oziroma prehodnost terena, vodni objekti, čistine, poti, steze, zemeljski skoki, jarki, luknje, večji kamni, zgradbe, daljnovodi in drugo. Standardno merilo za orientacijske karte je 1:15000 ali 1:10000, pri nekaterih disciplinah pa se uporabljajo tudi večja merila, kot je 1:4000.

## Namen
Orientacijska karta in kompas sta osnovna pripomočka na orientacijskih progah. Zaradi tega mora biti karta natančna, saj se samo tako lahko pripravi proga, ki bo testirala navigacijske sposobnosti osebe. Karta mora biti tudi relavantna na takšen način, da ni nihče na slabšem, ne glede na to, katero pot je izbral, in mora biti ravno prav podrobna, da se jo lahko enostavno bere.
Ker se mora na tekmovanju testirati navigacijske sposobnosti tekmovalca, se orientacijske karte riše predvsem za območjih, kjer je mnogo uporabnih objektov (veliko skal, vrtač, jarkov...). Hkrati mora biti območje tudi zanimivo in privlačno. Primeri takšnih območij v Sloveniji so Rašica ali Tolsti Vrh nad Ljubljano, kontinentalni tereni okoli Murske Sobote ali pa Kras, pri čemer pa je treba poudariti, da je Slovenija izjemno bogata s tereni, ki so primerni za orientacijo.
Orientacijske karte v glavnem izdelujejo orientacijski klubi. Karte so cenjena lastnina kluba, tako zaradi uporabnosti za organizacijo tekmovanj ali le klubskih treningov, kot tudi zaradi velikih stroškov izdelave, ki v osnovi vključujejo: terensko delo risalca, risanje (kartografiranje) in printanje. Zraven števila članov posameznega kluba je karta najpomembnejši indikator tega, koliko tekem lahko klub organizira.

## Vsebina karte
Karta se printa v petih barvah, ki pokrivajo glavne skupine: zemeljski objekti, skalni objekti, vodni objekti, vegetacija in objekti, ki jih je zgradil človek. Dodatne specifikacije obstajajo za tehnične simbole in posebna barva za printanje na karto. Simboli na karti so razloženi v legendi, ki je zraven drugih podatkov (ime, podatki o risalcu, merilo, itd.) standardna 'oprema' karte.

## Natančnost karte in kvaliteta
Natančnost karte se nanaša na terensko delo in se ne nanaša toliko na natančnost pozicije risalca, temveč na to, kako je karta uporabna za tekmovalca. Kvaliteta karte se nanaša na kvaliteto risanja. Številne nacionalne organizacije imajo tekmovanja, kjer nagrajujejo kartografe, ki so v državah najboljši. Splošno se priznava, da je kvaliteta risanja karte odvisna predvsem od sposobnosti in izkušenj risalca, ne pa od orodja.